# Гумилевский, Лев Николаевич
Лев Николаевич Гумилевский (31 октября 1930, Москва — 3 июля 2021, Минск) — белорусский и советский скульптор. Член Союза художников СССР. Народный художник Беларуси (1991), лауреат Государственной премии Белорусской ССР (1974), лауреат премии Союзного государства (2010).

## Биография

Памятник Янке Купале в Москве

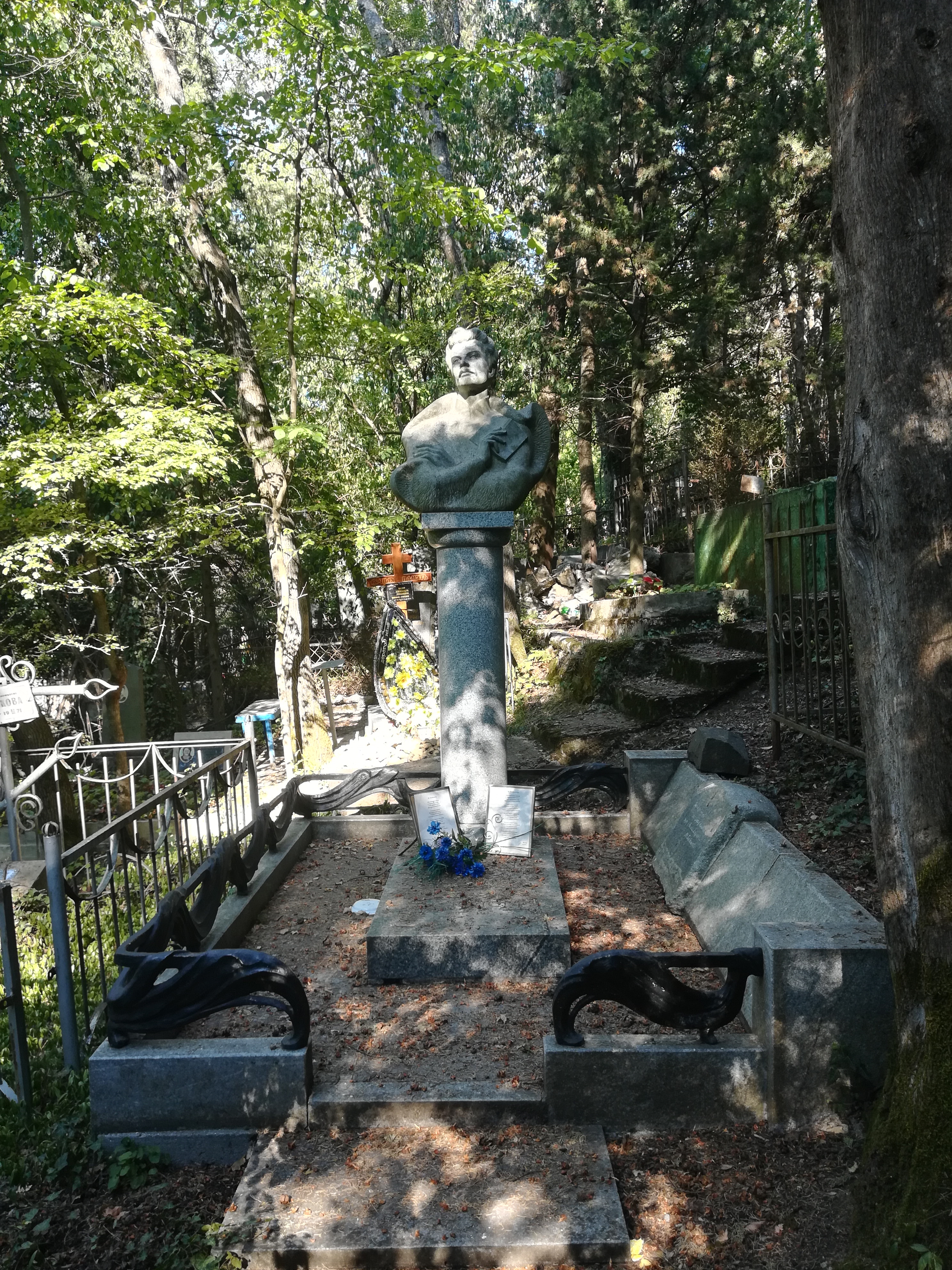
Надгробие М. Богдановича

Родился в Москве 31 октября 1930 года. После окончания Великой Отечественной войны вместе с родителями поселился в Несвиже. Стал заниматься в художественной студии под руководством Михаила Севрука. Окончил Минское художественное училище. В 1961 году окончил Белорусский государственный театрально-художественный институт. Ученик А. К. Глебова и А. О. Бембеля.
Являлся руководителем мастерской скульптуры белорусского государственного учреждения культуры «Творческие академические мастерские живописи, графики и скульптуры».
Работал в области монументальной и станковой скульптуры. Более 25 лет трудился в соавторстве с сыном Сергеем.
Одна из их совместных работ — оформление несвижского парка во время его реставрации.
Работы скульптора хранятся в Национальном художественном музее Республики Беларусь, Национальном историческом музее Республики Беларусь, Музее современного изобразительного искусства при Национальном центре современных искусств Республики Беларусь, Несвижском историко-краеведческом музее, Государственном литературном музее Янки Купалы, фондах Союза художников Белоруссии.
Умер 3 июля 2021 года.

## Известные работы

Фрагмент памятника Франциску Богушевичу в Сморгони

- памятник Янке Купале в Минске (в соавторстве),
- памятник Янке Купале в Москве,
- памятник Е. И. Янищиц (Минск),
- памятник А. И. Климовой (Минск),
- памятник «Площадь Славы» в Могилёве,
- памятник В. Дунину-Марцинкевичу в Бобруйске,
- памятник Ф. Богушевичу в Сморгони и мемориальная доска в Вильнюсе,
- памятник Кириллу Туровскому в Гомеле,
- композиции «Скиф», «Партизанская семья», «А. Мицкевич», «К. Калиновский», «Теням Костюшко», «А. Пушкин» и другие
- мемориальные доски ксендзу Гжэгашу Клоссовскому и митрофорному протоиерею Дмитрию Петровичу Хмелю,
- триптих «Сказание о Несвиже» (Национальная библиотека Беларуси)
- декоративная композиция «Балет» в Минске,
- парковая композиция «Русалка» в Несвиже,
- бюсты Юрия Несвижского и Николая Христофора Радзивилла Сиротки в Несвиже,
- надгробие М. Богдановича на Старом кладбище в Ялте и др.

## Награды
- Государственная премия Белорусской ССР (1974),
- Народный художник Беларуси (1991)[5]
- Заслуженный деятель искусств Белорусской ССР (1977)[6]
- Серебряная медаль имени Грекова (1983)
- медаль Франциска Скорины (2000)
- Премия Союзного государства в области литературы и искусства за 2009—2010 годы от России и Беларуси (2010)[1][7]
- Почётная грамота Верховного Совета Республики Беларусь (1993)[8]